# Rhopalomyia gerasimovi
Rhopalomyia gerasimovi är en tvåvingeart som först beskrevs av Fedotova 1999.  Rhopalomyia gerasimovi ingår i släktet Rhopalomyia och familjen gallmyggor.
Artens utbredningsområde är Kazakstan. Inga underarter finns listade i Catalogue of Life.